# Кокосова олія

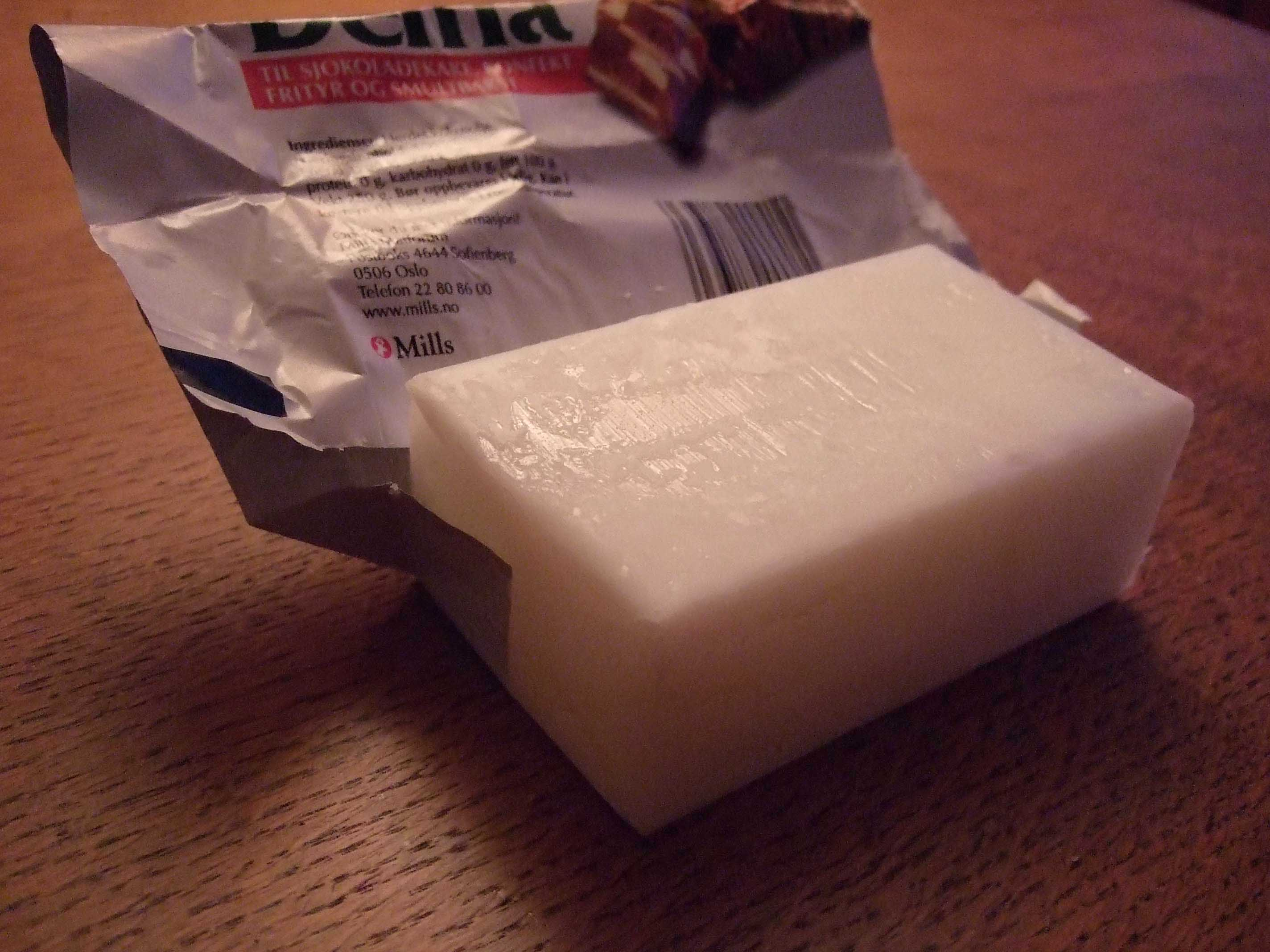
Тверда кокосова олія

Коко́сова олі́я — рослинна жирна олія, що отримується з копри. Часто виготовляється гарячим пресуванням свіжої висушеної м'якоті кокосового горіха. Рідше використовується метод холодного пресування висушеної копри. Цей метод більш щадний, що дозволяє зберегти всі корисні властивості олії. Однак при цьому методі можна отримати не більш ніж 10 % олії, тому олії, отримані методом холодного пресування, дорожчі.
Кокосова олія, про корисні косметичні властивості якої було відомо ще з часів правління Клеопатри, сьогодні знаходить широке застосування в косметології. Ще в ті далекі часи багаті красуні використовували кокосову олію для волосся, шкіри обличчя, рук і тіла, як цінний зволожуючий, поживний і омолоджуючий натуральний засіб, завдяки їй підтримували свою красу, доглянутість і шляхетний зовнішній вигляд.
До сьогодні ситуація особливо не змінилася. Навіть наявність величезного вибору найрізноманітніших косметологічних препаратів не знизила популярності застосування кокосової олії. Тепер цей продукт став ще доступнішим, так що будь-яка жінка може з успіхом використовувати його в догляді за собою.

## Види кокосової олії

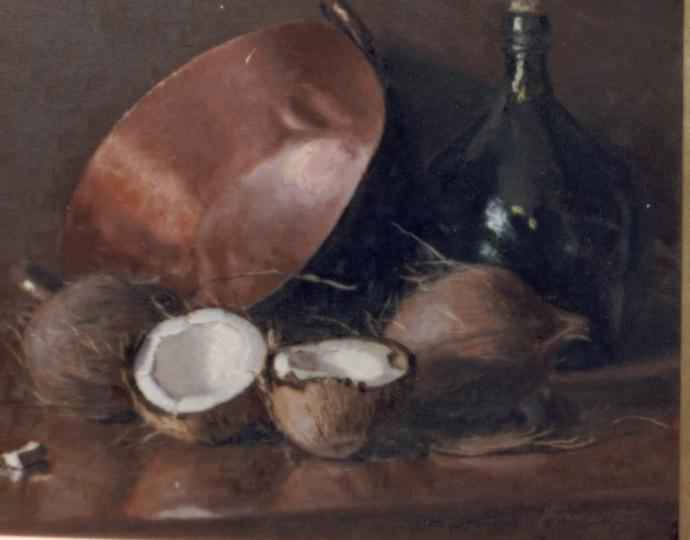
Сировина для кокосової олії

Існує два різновиди олії кокосу — нехарчова і харчова.
Останню можна знайти в магазинах. Її унікальність полягає в тому, що при нагріванні вона не виділяє канцерогенів. Нею можна замінити звичну соняшникову олію, і тоді страви набудуть вишуканого смаку. Кокосова олія підходить для приготування випічки, солодких і овочевих страв, морепродуктів, заправки салатів і додавання в каші й напої.
Виробники використовують кокосову олію як харчову добавку для виробництва маргарину і начинок для тортів.

## Застосування
Кокосова олія багата на речовини і позитивно впливає на стан шкіри, а тому є досить поширеним інгредієнтом різних косметичних засобів промислового виробництва. Також цей корисний рослинний продукт можна використовувати в домашній косметології для збагачення різних кремів, масок, бальзамів, тоніків, лосьйонів і будь-яких інших косметичних засобів, призначених для живлення, пом'якшення або зволоження шкіри (перед додаванням кокосової олії її слід попередньо розтопити на водяній бані (при температурі не вище ніж 40—45 °C).
Кокосова олія найкраще підходить для щоденного догляду сухої, подразненої, запаленої, грубої, зрілої або зів'ялої шкіри обличчя й тіла (зокрема її можна використовувати для делікатного догляду за чутливою шкірою навколо очей і області декольте). Застосування кокосової олії для догляду за проблемною або жирною шкірою не рекомендується, оскільки  цей продукт може провокувати появу на шкірі комедонів.
Для догляду за шкірою рекомендується використовувати тільки рафіновану кокосову олію, додаючи її в невеликій кількості в готові косметичні препарати (у засобах для догляду за шкірою обличчя частка кокосової олії не повинна перевищувати 10 %, а в засобах для догляду за шкірою тіла оптимальний вміст кокосової олії — 30 % від загальної маси косметичного засобу).
У чистому, нерозбавленому вигляді нерафіновану кокосову олію допустимо використовувати лише для догляду за волоссям, для обробки тріщин шкіри на п'ятах або для обробки згрубілих ділянок шкіри в області ліктьових згинів.

## Шкода кокосової олії
Кокосова олія має дуже багато корисних властивостей і майже не має протипоказань. Від неї потрібно відмовитися лише при індивідуальній непереносимості.
Кокосову олію слід споживати помірно. У день можна з'їдати не більше від 3 ложок.
Кокосова олія не завдає шкоди дітям. Існують дані про те, що вона допомагає знизити частоту судом у дітей, які страждають від епілепсії, а також поліпшити стан дітей-аутистів. Зовнішньо для дітей олію можна застосовувати для лікування зіпрілостей, подразнень і для зняття свербіння після укусів комах. У новонароджених вона допомагає безболісно усунути скоринки волосистої ділянки голови.

## Склад олії
- лауринова кислота ~ 50 %
- міристинова кислота ~ 20 %
- пальмітинова кислота ~ 9 %
- олеїнова кислота ~ 6 %
- каприлова кислота ~ 5 %
- капринова кислота ~ 5 %
- стеаринова кислота ~ 3 %
- лінолева кислота ~ 1 %
- капроєва кислота ~ 0,5 %

У склад кокосової олії входять також бетаїн, етоксілати жирних складних ефірів, етаноламід, полісорбати, моногліцериди, поліоли складних ефірів, вітаміни (А, Е, B1, B2, B3, К і С), залізо, кальцій, фосфор та інші макро- й мікроелементи .

## Цікаві факти про кокосову олію
Кокосова олія справедливо потрапила в нову категорію продуктів, яка називається Суперфуд. Серед її переваг є те, що вона сприяє зниженню ваги, і поліпшення діяльності мозку, оздоровлює шкіру.

###### 1.Кокосова олія містить жирні кислоти з потужними медичними властивостями.
У недавньому минулому її вважали шкідливою через вміст насичених жирів. Фактично, кокосова олія є одним з найбагатших джерел насичених жирів, відомих людям (зміст збагачених жирних кислот становить в ній 90%). Одні дослідження стверджують, що насичені жири найшкідливіші, але багато інших за участю сотень тисяч людей не виявили їх зв'язку із захворюваннями серця. На додаток до цього, кокосова олія містить не звичні нам насичені жири, тобто ті, що є, наприклад, в стейках або в сирі, а так звані MCT (середньоланцюгові тригліцериди). У той час як більшість жирних кислот у дієтології — це довголанцюгові кислоти, MCT засвоюється організмом інакше: вони відправляються безпосередньо з шлунково-кишкового тракту в печінку, де використовуються як швидкий ресурс енергії або перетворюються в кетони, які можуть мати терапевтичний ефект при захворюваннях мозку, таких як епілепсія та хвороба Альцгеймера.

###### 2.Населення, яке вживає в їжу кокосову олію - здорове.
Взагалі, кокосова олія для європейців є досить екзотичною, і в основному її використовують тільки ті, хто стурбований питанням здорового харчування. Але найкращим прикладом групи людей, які вживають її на постійній основі, є жителі Токелау, які живуть на островах в Тихому океані. Вони отримують 60% калорій з кокоса і є найбільшими споживачами насичених жирів в світі. Їхнє самопочуття прекрасне, і немає ніяких свідчень щодо захворювань серця.

###### 3.Кокосова олія дозволяє спалювати більше жиру.
Ожиріння — одна з найбільш серйозних проблем на планеті. Поки одні люди думають, що ожиріння — це лише справа калорій, інші вважають, що їхнє джерело є не менш важливим. Встановлений факт, що різна їжа по-різному впливає на наше тіло й гормони. МСТ в кокосовій олії можуть збільшити кількість спалюваних калорій, у порівнянні з іншими жирами. Одне з досліджень показало, що 15-30 грам МСТ в день збільшує витрату енергії на 5%, що в середньому становить 120 ккал в день.

###### 4.Кокосова олія вбиває шкідливі мікроорганізми.
Майже 50% жирних кислот кокосової олії це 12-карбонлауринова кислота. При її розщепленні в шлунку утворюється субстанція, яка має назву монолаурин. Лауринова та монолауринова кислоти вбивають патогенні мікроорганізми, такі як золотистий стафілокок і кандида альбіканс, які можуть стати причиною неприємних грибкових інфекцій.
Кокосова олія зменшує відчуття голоду.
Цікавий факт, що кокосова олія може зменшувати відчуття голоду, допомагаючи вам їсти менше. Цей ефект пов'язаний з тим, як жирні кислоти засвоюються організмом: утворювані при цьому процесі кетони мають ефект, що знижує апетит. В одному з досліджень здорові чоловіки брали їжу, що містить різну кількість середньоланцюгових і довголанцюгових тригліцеридів. Ті, хто отримував МСТ, вживали в середньому на 256 ккал менше. В іншому дослідженні чоловіки, які вживали в більшості своїй МСТ на сніданок, вибирали менш калорійну їжу в обід. Дослідження були невеликими і нетривалими, але в довгостроковій перспективі це може надати величезний вплив на вагу.